# ダルド級駆逐艦 (プリマ)
| ダルド級駆逐艦 第一グループ | ダルド級駆逐艦 第一グループ                 | ダルド級駆逐艦 第一グループ                 |
| --------------------------- | ------------------------------------------- | ------------------------------------------- |
|                             |                                             |                                             |
| 艦級概観                    |                                             |                                             |
| 艦種                        | 駆逐艦                                      | 駆逐艦                                      |
| 就役開始                    | 1931年（ダルド）                            | 1931年（ダルド）                            |
| 退役完了                    | 1945年（ダルド）                            | 1945年（ダルド）                            |
| 前級                        | トゥルビーネ級駆逐艦                        | トゥルビーネ級駆逐艦                        |
| 次級                        | ダルド級駆逐艦 第二グループ                 | ダルド級駆逐艦 第二グループ                 |
| 性能諸元                    |                                             |                                             |
| 排水量                      | 基準排水量                                  | 1,205トン                                   |
| 排水量                      | 常備排水量                                  | 1,690トン                                   |
| 排水量                      | 満載排水量                                  | 1,890トン                                   |
| 全長                        | 96.2m                                       | 96.2m                                       |
| 全幅                        | 9.7m                                        | 9.7m                                        |
| 吃水                        | 4.3m                                        | 4.3m                                        |
| 機関                        | ギアードタービン3缶2基 2軸推進              | 44,000hp                                    |
| 速力                        | 38ノット                                    | 38ノット                                    |
| 航続距離                    | 4,600海里（12ノット）                       | 4,600海里（12ノット）                       |
| 乗員                        | 156人                                       | 156人                                       |
| 兵装                        | 120mm連装砲                                 | 2基4門                                      |
| 兵装                        | 40mm連装機関砲                              | 2門                                         |
| 兵装                        | 13.2mm機銃                                  | 2基                                         |
| 兵装                        | 3連装533mm魚雷発射管                        | 2基                                         |
| 兵装                        | 爆雷または機雷                              | 60発                                        |
| 表記                        |                                             |                                             |
| 日本語                      | ダルド級駆逐艦 第一グループ                 | ダルド級駆逐艦 第一グループ                 |
| 日本語                      | フレッチャ級駆逐艦                          |                                             |
| イタリア語                  | Cacciatorpediniere Classe Dardo Prima Serie | Cacciatorpediniere Classe Dardo Prima Serie |
| イタリア語                  | Cacciatorpediniere Classe Freccia           |                                             |
| 英語                        | Dardo Class Destroyer First Series          | Dardo Class Destroyer First Series          |
| 英語                        | Freccia Classe Destroyer                    |                                             |

ダルド級駆逐艦　第一グループ（Cacciatorpediniere Classe Dardo Prima Serie）は、イタリア王立海軍の駆逐艦。4隻が建造された。フレッチャ級駆逐艦（Classe Freccia）あるいは、単にダルド級駆逐艦とも呼ばれる。
ダルド級駆逐艦の前期型であり、ギリシャ海軍のイドラ級駆逐艦の原型となった。本級より、第二次世界大戦期のイタリア駆逐艦の顕著な特徴である、大型煙突1本へ集約された煙突が見られる。
高速・軽武装を特徴としていたが、後に防空能力を強化するため、対空火器は20mm機関砲8門に変更され、さらに1940年には37mm機関砲4門が増設されている。この時、爆雷投射機2基も追加された。
第二次世界大戦においては、同型艦4隻で第7駆逐艦戦隊を編成。カラブリア沖海戦には全艦揃って参加し、スパルティヴェント岬沖海戦にもストラーレ以外の各艦が投入された。ストラーレはチュニジアのボン岬沖で座礁し、残る3隻はイギリス軍の輸送阻止作戦に投入されたが、サエッタが触雷で喪失、フレッチャは空襲により沈没し、停戦時に残存していたのはダルドのみであった。ダルドは、1943年9月8日にドイツ海軍に接収され、水雷艇TA31として1945年4月25日に自沈するまで使用された。

## 同型艦
- ダルド（Dardo）
- フレッチャ（Freccia）
- サエッタ（Saetta）
- ストラーレ（Strale）